# Melaleuca stenostachya
Melaleuca stenostachya är en myrtenväxtart som beskrevs av Stanley Thatcher Blake. Melaleuca stenostachya ingår i släktet Melaleuca och familjen myrtenväxter. Inga underarter finns listade i Catalogue of Life.